# Pyrus takhtadzhianii
Pyrus takhtadzhianii är en rosväxtart som beskrevs av Fedorov. Pyrus takhtadzhianii ingår i släktet päronsläktet, och familjen rosväxter. Inga underarter finns listade i Catalogue of Life.